# 460er
Portal Geschichte | Portal Biografien | Aktuelle Ereignisse | Jahreskalender | Tagesartikel

◄ |
4. Jh. |
5. Jahrhundert
| 6. Jh. | ►

◄ |
430er |
440er |
450er |
460er
| 470er | 480er | 490er | ►

460 |
461 |
462 |
463 |
464 |
465 |
466 |
467 |
468 |
469

## Ereignisse
- Nach zahlreichen Niederlagen der weströmischen Flotte gegen die Vandalen kommt es 468 zur gemeinsamen Flottenoperation des West- und des Oströmischen Reiches unter Leitung Kaiser Leos I. gegen die Vandalen; sie scheitert kläglich, nicht zuletzt an den Rivalitäten zwischen den west- bzw. oströmischen Kommandeuren Ricimer und Basiliskos.
- 469: Der ostgotische Prinz Theoderich, später „der Große“ verlässt den Hof von Konstantinopel, wo er als Geisel gehalten wurde, und kehrt zu seinem Volk nach Pannonien zurück.